# 海牙 (佛羅里達州)
海牙（英語：Hague）是位於美國佛羅里達州阿拉楚阿縣的一個非建制地區。該地的面積和人口皆未知。

## 地理
海牙的座標為29°46′14″N 82°25′16″W / 29.77056°N 82.42111°W，而該地的平均海拔高度為49米（即157英尺）。